# تشيس أندرسون
تشيس أندرسون (بالإنجليزية: Chase Anderson)‏ هو لاعب كرة قاعدة أمريكي، ولد في 30 نوفمبر 1987 في ويتشيتا فولز في الولايات المتحدة.

## وصلات خارجية
- تشيس أندرسون على موقع دوري كرة القاعدة الرئيسي (الإنجليزية)
- تشيس أندرسون على موقعبيزبول رفرنس.كوم (الدوري الرئيسي) (الإنجليزية)
- تشيس أندرسون على موقعبيزبول رفرنس.كوم (الدوري الثانوي) (الإنجليزية)
- تشيس أندرسون على موقع إي إس بي إن.كوم (أم.أل.بي) (الإنجليزية)
- تشيس أندرسون على موقع مشجعي الرسوم البيانية (الإنجليزية)